# Giambono di Corrado
Giambono di Corrado (fl. XV secolo) è stato un pittore italiano attivo nei decenni centrali del XV secolo.

## Storia
Nacque a Ragusa, nell'attuale Croazia, ma si trasferì a Norcia, dove venne adottato e imparò l'arte della pittura da Olivuccio di Ciccarello. Giambono è documentato a Norcia nel 1442, al lavoro nel coro di Sant'Agostino con un gruppo di pittori, tra cui Nicola d'Ulisse di Siena, Luca di Lorenzo (Luca Alemanno) tedesco, Bartolomeo di Tommaso di Foligno e Andrea de Litio.